# Transformation d'une naine blanche en étoile à neutrons
 (avril 2019).
- Si vous ne connaissez pas le sujet, laissez ce bandeau (vous pouvez alors contacter les auteurs).
- Si vous supprimez le contenu mis en cause (vous pouvez préalablement contacter les auteurs),

argumentez précisément cette suppression dans la page de discussion
(un manque de référence n'est pas un argument ; une recherche réelle de référence doit avoir été effectuée, être formellement documentée).
 (avril 2021).
La masse d'une naine blanche isolée, qui ne serait pas en rotation, ne peut excéder la limite de Chandrasekhar d'à peu près 1,44 {\displaystyle M_{\odot }}
Cependant, les naines blanches dans les systèmes binaires peuvent accréter de la matière de leur compagnon, ce qui augmente leur masse et leur densité (voir supra). Lorsque leur masse approche la limite de Chandrasekhar, cela peut théoriquement mener à l'allumage explosif des réactions de fusion nucléaire dans la naine blanche, ou à son effondrement en étoile à neutrons.
L'accrétion fournit le mécanisme actuellement favori, le « modèle à dégénérescence simple » pour les supernovæ de type Ia. Dans ce modèle, une naine blanche à carbone-oxygène accrète de la matière de son compagnon stellaire, en augmentant sa masse et en comprimant son cœur. On pense que le chauffage dû à la compression du cœur mène à l'allumage de la fusion du carbone lorsque la masse se rapproche de la limite de Chandrasekhar.
Comme c'est la pression de dégénérescence quantique de la naine blanche, et non la pression thermique, qui supporte la naine blanche contre les effets de la gravité, l'ajout de chaleur à l'intérieur de l'étoile augmente sa température mais pas sa pression, aussi, en réaction, la naine blanche ne se dilate pas, ce qui ralentirait l'échauffement. Au lieu de cela, l'accroissement de température augmente la vitesse de la réaction de fusion, en un processus qui s'emballe thermiquement. La détonation thermonucléaire consomme une grande partie de la naine blanche en quelques secondes, cause d'une explosion de supernova de type I qui volatilise complètement l'étoile.
Un autre mécanisme est possible pour les supernovæ de type I : le « modèle à double dégénérescence ». Deux naines blanches à carbone-oxygène d'un système binaire fusionnent, créant un objet d'une masse supérieure à la limite de Chandrasekhar dans lequel, alors, s'allume la fusion du carbone.
Les supernovæ de type Ia (SNIa) sont des exemples particulièrement intéressants et significatifs de l'utilisation des naines blanches pour la détermination des distances en astronomie. Lorsque la naine blanche explose en une SNIa, elle devient visible à des distances considérables. Comme les paramètres physiques de l'explosion sont toujours voisins, la courbe de luminosité des supernovæ est approximativement la même, et bien étalonnée : leur survenance permet d'évaluer avec précision leur distance et, par conséquent, celle de leur galaxie-hôte (ce sont des chandelles standards).